# Gwen Pol
Gwen Pol (1988) is Nederlands presentatrice, actrice, journaliste.
Pol begon met presenteren in 2006 voor website Spunk. Het mede door haar gepresenteerde dagelijkse "videojournaal" As the World Spunks ontving in 2007 en 2008 een Dutch Bloggie. Pol speelde de rol van Lotte in de film Sterke verhalen (2010) en acteerde in de korte film Broken Promise (2011). In 2013 presenteerde ze met Dagan Cohen het VPRO-televisieprogramma Upload TV en in 2014 presenteerde ze voor Fox het programma Fox Daily Buzz. Daarna ging ze werken voor de Nederlandse afdeling van Vice Media als verslaggever en producent. Ze maakte voor dit platform in 2015 documentaires over mediwiet en de goudwinning in Suriname. In januari 2015 maakte ze sketches voor Comedy Central. Ze werkte mee aan de documentaire The Sprawl (Propaganda About Propaganda), die op het International Film Festival Rotterdam genomineerd werd voor verschillende prijzen.
Pol werd in 2016 genomineerd voor de titel MediaBelofte van het Jaar en is sinds dat jaar tafeldame in De Wereld Draait Door.
In zomer 2017 deed Pol mee aan De Slimste Mens. Ze zat er drie aflevering in, waarvan één als De Slimste van de dag.  